# Liste der Olympiasieger im Radsport/Medaillengewinner Mountainbike und BMX
Diese Liste ist Teil der Liste der Olympiasieger im Radsport. Sie führt sämtliche Medaillengewinner in Mountainbike-, BMX-Race- und BMX-Freestyle-Wettbewerben bei Olympischen Sommerspielen auf. Gegliedert ist sie nach Geschlecht.

## Männer

### Mountainbike Cross-Country
| Olympia | Gold             | Silber                 | Bronze                |
| ------- | ---------------- | ---------------------- | --------------------- |
| 1996    | Bart Brentjens   | Thomas Frischknecht    | Miguel Martinez       |
| 2000    | Miguel Martinez  | Filip Meirhaeghe       | Christoph Sauser      |
| 2004    | Julien Absalon   | José Antonio Hermida   | Bart Brentjens        |
| 2008    | Julien Absalon   | Jean-Christophe Péraud | Nino Schurter         |
| 2012    | Jaroslav Kulhavý | Nino Schurter          | Marco Aurelio Fontana |
| 2016    | Nino Schurter    | Jaroslav Kulhavý       | Carlos Coloma Nicolás |
| 2020    | Thomas Pidcock   | Mathias Flückiger      | David Valero          |
| 2024    | Thomas Pidcock   | Victor Koretzky        | Alan Hatherly         |

### BMX-Rennen
| Olympia | Gold             | Silber           | Bronze         |
| ------- | ---------------- | ---------------- | -------------- |
| 2008    | Māris Štrombergs | Mike Day         | Donny Robinson |
| 2012    | Māris Štrombergs | Sam Willoughby   | Carlos Oquendo |
| 2016    | Connor Fields    | Jelle van Gorkom | Carlos Ramírez |
| 2020    | Niek Kimmann     | Kye Whyte        | Carlos Ramírez |
| 2024    | Joris Daudet     | Sylvain André    | Romain Mahieu  |

### BMX-Freestyle Park
| Olympia | Gold            | Silber        | Bronze           |
| ------- | --------------- | ------------- | ---------------- |
| 2020    | Logan Martin    | Daniel Dhers  | Declan Brooks    |
| 2024    | José Torres Gil | Kieran Reilly | Anthony Jeanjean |

## Frauen

### Mountainbike Cross-Country
| Olympia | Gold                   | Silber               | Bronze            |
| ------- | ---------------------- | -------------------- | ----------------- |
| 1996    | Paola Pezzo            | Alison Sydor         | Susan DeMattei    |
| 2000    | Paola Pezzo            | Barbara Blatter      | Margarita Fullana |
| 2004    | Gunn-Rita Dahle        | Marie-Hélène Prémont | Sabine Spitz      |
| 2008    | Sabine Spitz           | Maja Włoszczowska    | Irina Kalentjewa  |
| 2012    | Julie Bresset          | Sabine Spitz         | Georgia Gould     |
| 2016    | Jenny Rissveds         | Maja Włoszczowska    | Catharine Pendrel |
| 2020    | Jolanda Neff           | Sina Frei            | Linda Indergand   |
| 2024    | Pauline Ferrand-Prévot | Haley Batten         | Jenny Rissveds    |

### BMX-Rennen
| Olympia | Gold                   | Silber                | Bronze            |
| ------- | ---------------------- | --------------------- | ----------------- |
| 2008    | Anne-Caroline Chausson | Laëtitia Le Corguillé | Jill Kintner      |
| 2012    | Mariana Pajón          | Sarah Walker          | Laura Smulders    |
| 2016    | Mariana Pajón          | Alise Post            | Stefany Hernández |
| 2020    | Beth Shriever          | Mariana Pajón         | Merel Smulders    |
| 2024    | Saya Sakakibara        | Manon Veenstra        | Zoé Claessens     |

### BMX-Freestyle Park
| Olympia | Gold                  | Silber         | Bronze          |
| ------- | --------------------- | -------------- | --------------- |
| 2020    | Charlotte Worthington | Hannah Roberts | Nikita Ducarroz |
| 2024    | Deng Yawen            | Perris Benegas | Natalya Diehm   |